# Бай (провінція Сомалі)
Бай (сом. Baay - регіон (gobol) на півдні Сомалі. Його центром є Байдабо.

## Опис
Межує з сомалійськими регіонами Баколь (Bakool), Хіран (Hiiraan), Нижня Шабелле (Shabeellaha Hoose), Середня Джуба (Jubbada Dhexe) і Гедо (Gedo).
Байдабо був столицею старого регіону Верхня Джуба ???, який на поточний момент включає в себе також Гедо і Баколь, а також більшу частину Середній Джубба. Сучасні регіони були виділені в 1970-х рр. правлячим тоді військовим режимом.